# Ana Cáceres Monteiro
Ana Filipa Perdigão Cáceres Monteiro (Lisboa, São Sebastião da Pedreira, 29 de setembro de 1972) é uma jornalista portuguesa. Iniciou a atividade jornalística em 1990, apenas com 18 anos. 

## Carreira
Licenciada em Estudos Europeus pela Universidade Moderna de Lisboa (turma 1993-1997), trabalhou no semanário de espectáculos Sete, no jornal diário 24 Horas, onde integrou a editoria de Internacional, e nas revistas Activa, do grupo Impresa, Lux e Luxwoman. Foi Grande Repórter na revista Grazia e editora-executiva do 'Factory', o departamento de publicações corporativas da Media Capital Edições e da Masemba.
De Junho de 2016 a 5 de Julho de 2021 foi diretora editorial da Masemba, sendo diretora das revistas LUX
e Luxwoman, conforme noticiado a 2 de Junho de 2016 pelo Briefing.
Entre 8 de Julho de 2021 e Setembro de 2023 foi Editora Executiva n'O Jornal Económico, coordenando o "Et Cetera", o caderno de Atualidade, Cultura e Lazer deste semanário de atualidade em economia. Foi ainda subdiretora de O Jornal Económico e do semanário NOVO do Grupo Media9.    e subdiretora do Diário de Notícias do Global Media Group.